# ツィンメルマン電報

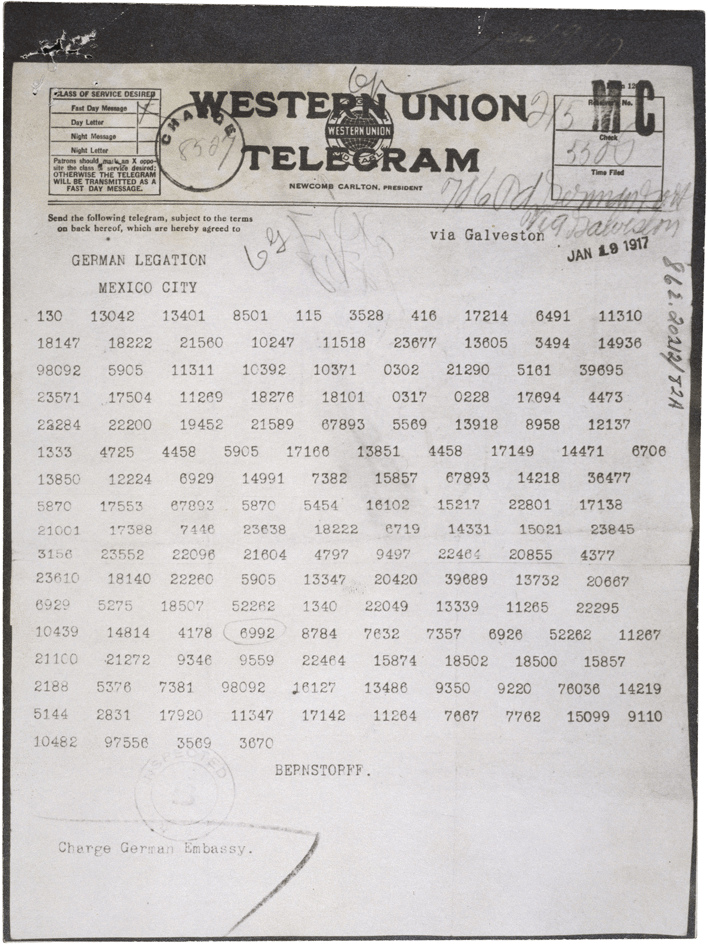
ワシントンからメキシコへ送られたツィンメルマン電報

ツィンメルマン電報（ツィンメルマンでんぽう、ドイツ語: Zimmermann-Depesche）は、第一次世界大戦中の1917年1月16日に、ドイツ帝国の外務大臣アルトゥール・ツィンメルマンによってメキシコ政府に急送された電報。この電報はイギリス側で傍受された後にアメリカ合衆国に伝わることとなり、1915年5月7日に発生したルシタニア号撃沈事件で対独関係が悪化していたアメリカの参戦を決定づけた。

## 概要
電文はイギリス海軍の諜報部、ウィリアム・R・ホール提督に指揮された「ルーム40」の暗号解読者ナイジェル・デ・グレイおよびウィリアム・モントゴメリーによって傍受、解読された。暗号の解読は、他の技術によって解読されていたコード0075が、傍受した電文の元メッセージに使用されていたため可能となった。ツィンメルマンの電文は、もしアメリカ合衆国が参戦するならば、ドイツはメキシコと同盟を結ぶという提案だった。さらに、アメリカへのメキシコの先制攻撃はドイツが援助し、大戦でドイツが勝利した場合には、かつて米墨戦争によってアメリカに奪われたテキサス州、ニューメキシコ州、アリゾナ州をメキシコに返還するというものであった。また、メキシコにドイツと日本の仲裁と、日本の対米参戦の説得を促すものであった。

## メキシコの回答
その後、メキシコ大統領ベヌスティアーノ・カランサは軍事委員会を設立し、それら旧メキシコ領の乗っ取りの現実性を評価させたが、実現性は低いという結論に達した。すなわち、3州を乗っ取ることは、米国に対して、将来の問題、さらには恐らく戦争を引き起こすだろうことは、ほぼ間違いなかった。しかし、メキシコは独力ではアメリカに勝てず、ドイツも戦闘で必要な武器を提供することはできないだろう。たとえ勝てたとしても、メキシコはその国境以内の膨大なアングロ人を支えることができないだろうし、1914年のナイアガラフォールズ平和会議での成果を無に帰することになり、南米との外交関係もこじれるだろう、という結論である。
こうしてカランザは4月14日にツィンメルマンの提案を断わった。その時、既に米国はドイツに戦争を宣言していた。

## 英国の傍受

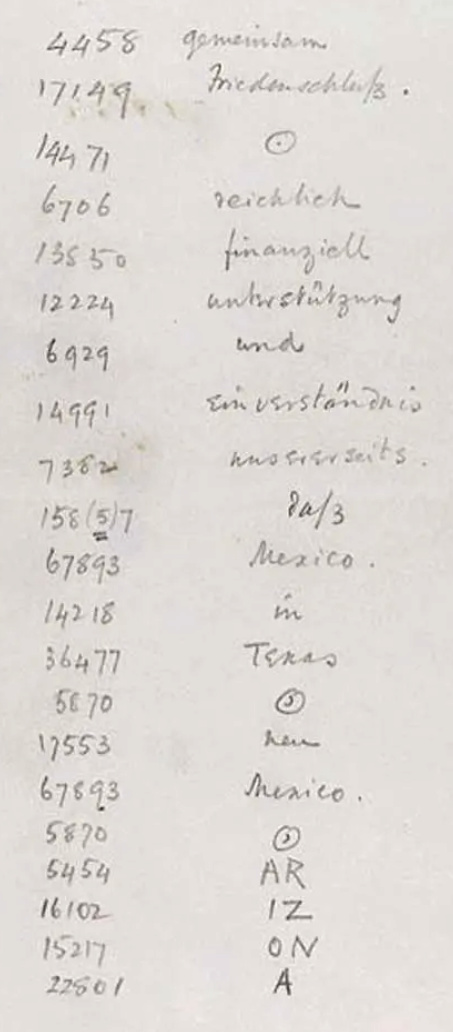
ルーム40によって解読されたツィンメルマン電報

この電報は、ウィリアム・R・ホール海将の指揮下にある英海軍情報部ルーム40の暗号解読班ナイジェル・デ・グレーおよびウィリアム・モントゴメリーによって、その要点をつかむには十分なほど傍受され解読された。
外務省が使用した暗号(0075)の解読が可能だったのは、アフガニスタンやイランをイギリスに対して宣戦させるべく中東で動いていたドイツのエージェント、ヴィルヘルム・ヴァースムスから鹵獲した古い版の暗号で使われた平文とコードブックや、その他の技法を用いて部分的に暗号解読されていたためだった。
英国政府は告発する電報を暴露したかったが、ジレンマに直面した。もし露骨に実際の電報を提示すれば、ドイツは彼らの暗号が解読されたことに感づくだろうし、また公表しなければ、第一次世界大戦にアメリカを引き込む有望な機会を逃すだろう。ドイツの潜水艦攻撃で約200人の人命が奪われアメリカの反独感情が特に高ぶっていた時、この電報が送られたのだった。
また、別の問題から、それらを秘密裏のうちにアメリカ政府に見せることもできなかった。ドイツは、その内容の重要性から、3つの別個のルートを使い、ベルリンからワシントン駐在のドイツ大使、ヨハン・フォン・ベルンシュトルフ宛にメッセージを送っていた。そこからさらにメキシコ駐在のドイツ大使フォン・エックハルトのもとへ転送された。
英国が入手したのはこれらのうち1つだけだった。アメリカは、ウィルソン大統領がドイツの和平における主導権を得るため、ドイツ自身の非公開外交通信に米国の通信網の利用を許可していた。メッセージは暗号化されており、また原則的に当時の米国は他国の外交通信を読んでおらず、かつ米国は英国のような暗号解読能力は持っていなかったので、ドイツ人はそれを使用することを恐れていなかった。電信ケーブルはベルリンの米国大使館からコペンハーゲンへ、さらに英国経由でアメリカへ海底ケーブルによって繋がっていた（この途上の英国で通信を監視していた）。
つまり、英国がアメリカに電報の出処を知らせるということは、英国が米国の外交通信をも傍受していたことを白状するに等しかった。

## 英国の解決策

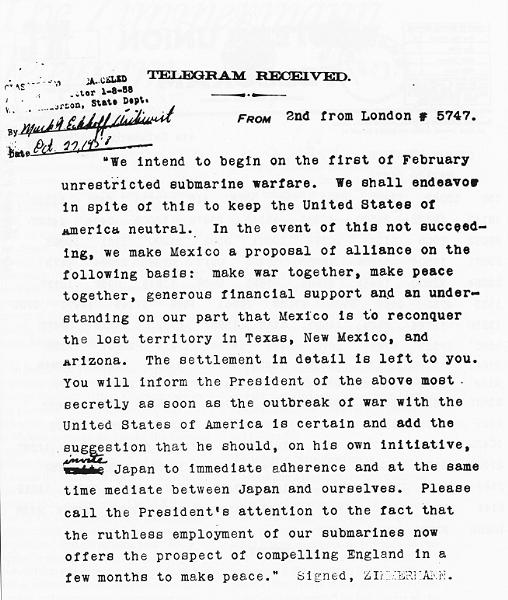
翻訳、解読されたツィンメルマン電報

英国政府は、ワシントンD.C.のドイツ大使館は商用電信システムによってメキシコ大使館宛てのメッセージを送るだろう、したがって、そのコピーがメキシコシティの公共電信局に存在するだろうと推測した。コピーを手に入れることができたならば、メキシコでのスパイ活動によってそれを発見したと説明してアメリカ政府へ手渡すことができるのだ。
そこで、彼らは「H氏」とのみ知られる在メキシコの英国エージェント（現在では、後にハンガリー大使を務めたトーマス・ホーラー（Thomas Hohler）だとされている）と連絡をとり、H氏はどうにかコピーを入手した。英国の暗号解読班を喜ばせたことに、このメッセージはヴァースムス暗号書で使われた古い暗号を使用して、ワシントンのドイツ大使館からメキシコへ送られており、したがって完全に解読することができた。恐らく、メキシコのドイツ大使館は最新のコードブックを持っていなかったためと推測される。
この電報はホール海将によって英国の外務大臣アーサー・ジェームズ・バルフォアに配達され、彼は英国駐在の米国大使ウォルター・ページと連絡をとった。また2月23日に彼に電報を配達した。2日後に、彼はウッドロー・ウィルソン大統領へそれを中継した。

## アメリカでの影響
当時のアメリカの国民感情は、反ドイツと同じくらい反メキシコだった。ジョン・パーシング将軍は、国境を越えた襲撃を何回も行った革命家パンチョ・ビリャを追っていたが、これは米国の政府にとって多額の出費だった。また、ウィルソンはメキシコで新たな選挙が実施され、新政府が設置され、また新しい憲法が発布されるまで、捜索を中止することに傾いていた（後に1917年憲法を採択することになる憲法の代表者会議がその時進行中だった）。この電報のニュースはアメリカ・メキシコの間の緊迫した対立を悪化させた。もしドイツとメキシコの同盟が実現した場合、新しいメキシコ政府の選挙が米国の国益に沿うような結果になることを妨害していただろうからだ。
3月1日に、米国の政府はプレスに電報の平文を与えた。アメリカの大衆は最初は、その電報は同盟側との戦いをもたらすために作られた偽電であると信じた。この見解は、連合国の同盟国である日本の外交官のみならず、ドイツの外交官、メキシコの外交官、そしてアメリカの平和主義者およびドイツ支持ロビーによって支持された。こうした人はすべて偽電として電報を非難した。

## アルトゥール・ツィンメルマンの演説
しかしながら、ツィンメルマンは1917年3月3日、および3月29日の演説の中でその真実性を確認した。これは予期しない動きだった。その演説は、彼の側についての状況を説明することを意図していた。彼はカランザに手紙を書かなかったが、ある「安全であるように思われたルート」を経由してドイツの大使に指示を与えた、と彼は語り始めた。
さらに彼は、潜水艦攻撃にもかかわらず、アメリカが中立のままであることを望むと述べた。メキシコ政府への彼の提案は、米国が戦争を布告した場合にのみ実行されることになっていたこと、また彼がこの指示を「米国に対しては絶対に忠実である」と信じていると述べた。実際には、彼は電報が傍受された後、「異常に粗野なやりかたで」ドイツとの関係を中止したこと、およびドイツの大使が「もはやドイツの姿勢について説明する機会も与えられないまま米国政府に交渉を断わられた」点についてウィルソン大統領を非難した。
彼には電報のインパクトに対応する機会があったので、彼のスピーチには正直さがあった。一方、その後になお彼は、電報の本来の考えを示す準備をしていた。しかしながら、それは、その南の隣人と比較したときのアメリカの実際の強さに関して彼が重大な誤りを伝えられていたことを明らかにした。それはドイツの情報部の失点だった。

## 宣戦布告
電報は、ドイツがアメリカの船舶を攻撃している一方でアメリカの中立を維持することに最も興味を持っていると述べることにより始まったが、その基礎的な対立を確認したことが反ドイツ感情の発露を呼び起こした。ウィルソンは、アメリカ船が潜在的なドイツの潜水艦攻撃をかわすことができるように武装させてくれるように議会に依頼することで、米国へのドイツの敵意の明示に応答した。
数日後の1917年4月2日に、ウィルソンは、ドイツに宣戦宣言するように議会に依頼した。そして4月6日に、議会は第一次世界大戦へのアメリカ参戦を承認した。
ドイツの潜水艦は、以前はイギリス諸島の近くの米国船を攻撃していた。したがって、電報は米国参戦の唯一の原因ではなかったが、米国世論を動かす際に重大な役割を果たした。その電報は、メキシコへ渡される前にベルリンの米国大使館からワシントンD.C.のドイツ大使館へ最初に送信されたことが、特に背信として受け止められた。
ひとたびアメリカの大衆が電報を本物であると考えた以上、もはやアメリカが世界大戦に参戦することは避けられなくなった。